# Tour du Temple (Sainte-Foy-la-Grande)
La maison dite tour du Temple est une maison forte construite aux XIIIe et XIVe siècles dans la bastide de Sainte-Foy-la-Grande située dans la région naturelle de l'Entre-deux-Mers et le département de la Gironde, en France.

## Localisation
Le bâtiment est situé au no 24 de la rue des Frères-Reclus à Sainte-Foy-la-Grande, au centre de la commune. Propriété d'une personne privée et enclavée dans l’îlot à l'est de l’hôtel de ville, la maison est accessible par le bistrot de l'Europe, sous les arcades ; le rez-de-chaussée de la maison sert de salle de restaurant et de cuisine.

## Histoire
La légende foyenne prétend que la maison aurait appartenu aux Templiers, mais leurs possessions en Gironde n'ont jamais compris une commanderie à Sainte-Foy-la-Grande. Il s'agit certainement de la résidence du bayle (bailli), représentant de l'autorité royale dans la ville.
En 1845 dans son Histoire de Libourne et des autres villes et bourgs de son arrondissement, Raymond Guinodie écrivait ainsi que « c'est sous la protection des Templiers que l'église Notre-Dame fut bâtie », cette affirmation erronée ayant par la suite influencé la dénomination de la tour par la population. Les érudits locaux s'en emparent : en 1927, Pierre Bertin-Roulleau écrit ainsi dans Sainte-Foy-la-Grande, vieilles maisons, vieux documents : « Sainte-Foy eût sa Commanderie des Templiers à la fin du XIIe siècle. [...] Les documents écrits sur la Commanderie des Templiers à Sainte-Foy-la-Grande nous manquent. Cette lacune n'a rien qui puisse nous surprendre ou nous étonner ; c'est la règle en pareille matière ». En 1966, lors du congrès de la Fédération historique du Sud-Ouest qui se tenait à Sainte-Foy, l'historien Charles Higounet met cependant les choses au clair : « On conserve les listes détaillées des biens que les Templiers possédèrent en Aquitaine. Sainte-Foy-la-Grande n'y figure point ».
En 1961, Édouard Douat, normalien et professeur de français et de latin au lycée de Sainte-Foy mesure, décrit et photographie la maison forte, en tirant une brochure ronéotypée. En 1962, il publie un article dans la Revue historique de Bordeaux et du département de la Gironde, intitulé « À propos de la maison forte de Sainte-Foy-la-Grande » ; revu par Charles Higounet, il écarte également toute origine templière.
Le bâtiment est inaccessible de nos jours et seules les photographies et les plans réalisés au début des années 1960 permettent d'en découvrir l'intérieur. La charpente a été refaite au début du XXIe siècle.
Une autre tradition indique qu'un profond souterrain situé sous la tour et passant sous le lit de la Dordogne permettrait de rejoindre l'autre rive, à Port-Sainte-Foy-et-Ponchapt. André Cayre publia un article à ce sujet dans le quotidien Sud Ouest, affirmant que le souterrain aurait permis aux habitants de s'enfuir lorsque la bastide était assiégée. L'hypothèse semble cependant peu vraisemblable, si l'on considère la difficulté de construire un tel ouvrage, les risques d'inondation et les précédents historiques de règlements de conflit : en 1377 Sainte-Foy fut prise, pillée et ses habitants décimés, en 1424 ils payèrent les assaillants pour obtenir leur départ, et en 1622 ils se rendirent en leur donnant les clés de la ville.

## Protection du patrimoine
L'édifice est inscrit dans sa totalité au titre des monuments historiques le 7 avril 1967.

## Architecture
La maison fortifiée est composée d'un corps de logis rectangulaire qui se développe sur quatre niveaux. L'entrée se faisait par deux grandes portes ogivales aujourd'hui disparues. Une tour carrée est accolée à l'est ; elle possède six niveaux. Au premier étage de la tour se trouve un oratoire voûté d’arêtes avec des culs-de-lampe sculptés de visages humains. 